# 延世大学校医療院
延世大学校医療院（ヨンセだいがっこういりょういん）は、大韓民国・延世大学校に附属する複数の病院の総称。
1885年に開院した王立病院「広恵院」を源流とし、韓国で最も古い歴史を持つ総合病院である。

## 概要
延世大学校には医科大学（医学部）・歯科大学（歯学部）・看護大学（看護学部）があり、複数の病院が付属している。病院は、延世大学本校があるソウル特別市西大門区新村洞のほか、各地に散在している。主な構成病院は以下の通りである。
- 延世大学校保健大学院（新村）
- セブランス病院（新村）
- 延世大学校歯科大学病院（新村）
- 江南セブランス病院（ソウル特別市江南区）
- 龍仁セブランス病院（京畿道龍仁市）
- セブランス精神健康病院（京畿道広州市）
- 原州セブランス基督病院（江原特別自治道原州市）

## 沿革

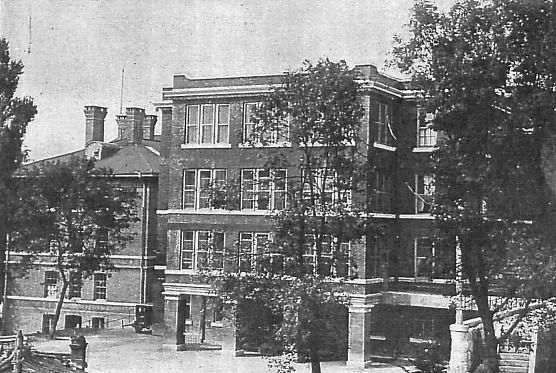
1930年頃のセブランス病院

新村のセブランス病院は、李朝末期の1885年、宣教師で医師のH・N・アレンが国王高宗の支援を受けて開院した広恵院（まもなく済衆院に改称。以下、済衆院）を源流とする、韓国で最も歴史の古い近代西洋医学の病院である。済衆院には医学校が併設された。
1904年、米国の事業家セブランス（Louis H. Severance）の寄付により、済衆院を基盤に韓国最初の総合病院としてセブランス病院が新築された。セブランス病院には、セブランス医学専門学校が設置され、韓国における西洋医学の発展に先駆的に貢献した。
1957年にセブランス医科大学校が延禧大学校に統合され、延世大学校が発足した。

### 年表

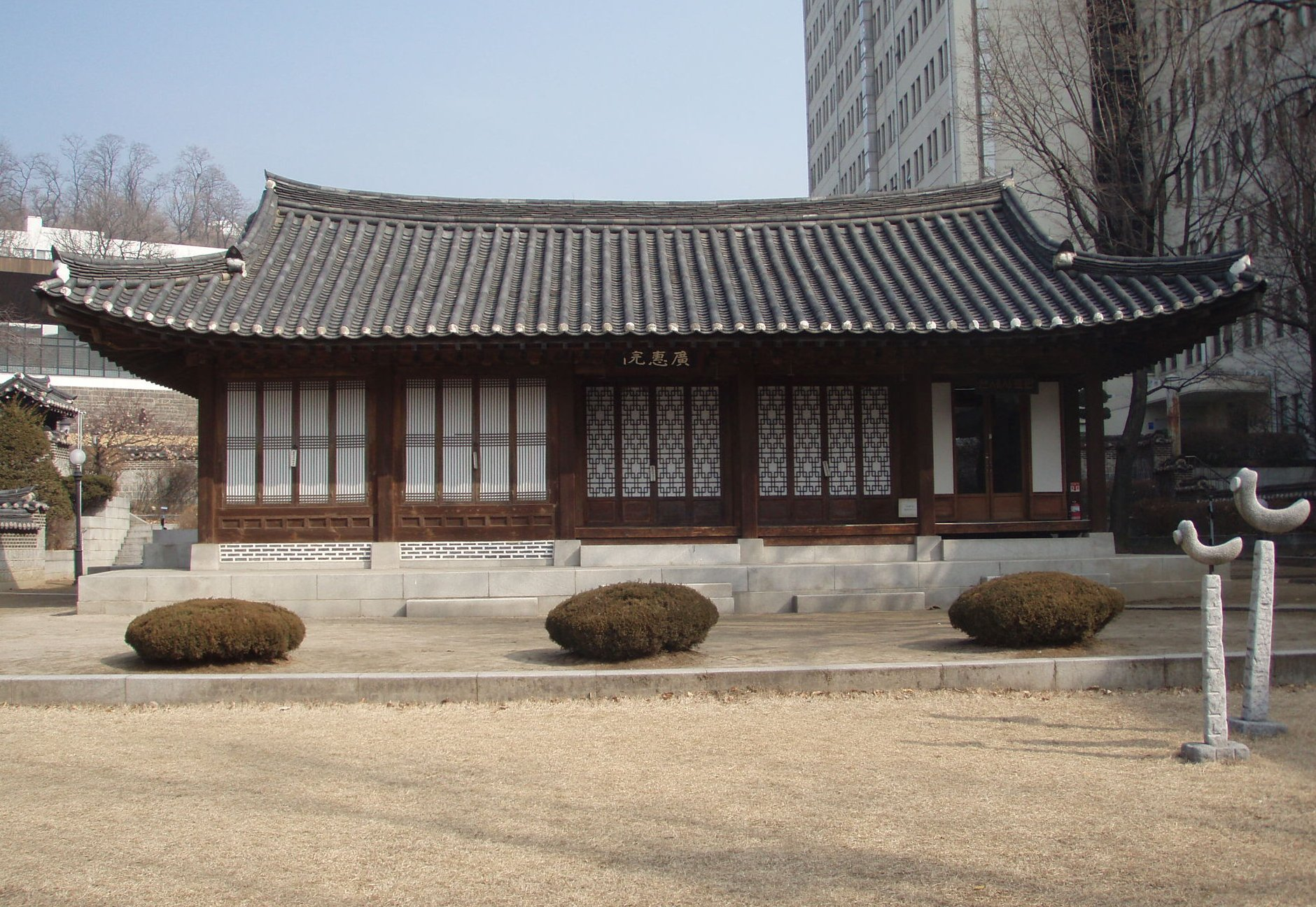
広恵院

- 1885年 - 広恵院設立（現在のソウル特別市鍾路区齋洞）
- 1885年 - 済衆院と改称
- 1886年 - 最初の医学生が卒業
- 1887年 - 乙支路に移転
- 1904年 - セブランス病院に改称（南大門外プクスンアゴル）
- 1909年 - 私立セブランス医学校認可
- 1917年 - 私立セブランス連合医学専門学校認可
- 1947年 - セブランス医科大学に昇格
- 1957年 - 延禧大学校と統合し、延世大学校発足
- 1967年 - 延世大学校歯科大学（歯学部）設置
- 1968年 - 延世大学校看護大学（看護学部）設置
- 1978年 - 延世大学校医科大学原州分校設置
- 1983年 - 江南区に永東（ヨンドン）病院開院。龍仁・光州に分院開設。
- 1991年 - セブランス病院心臓血管センター開設
- 1993年 - 光州セブランス病院閉鎖
- 1996年 - 臨床医学研究センター・延世葬礼式場開設
- 2001年 - 延世大学校に看護大学院設置（韓国初）
- 2008年 - 永東セブランス病院が江南セブランス病院に名称変更
- 2009年 - 韓国初の尊厳死を実施
- 2013年 - 原州基督病院が原州セブランス基督病院に名称変更